# لیگ برتر روسیه ۱۲–۲۰۱۱
لیگ برتر روسیه ۱۲–۲۰۱۱ بیستمین فصل مسابقات قهرمانی فوتبال روسیه از زمان انحلال اتحاد جماهیر شوروی و دهمین دوره با نام فعلی لیگ برتر روسیه بود. این فصل در ۱۲ مارس ۲۰۱۱ آغاز شد. آخرین بازی‌ها در ۲۲ می ۲۰۱۲ برگزار شد، زیرا لیگ به شکل پاییزه و بهاره تغییر کرد. زنیت مدافع عنوان قهرمانی بود و توانست با موفقیت از عنوان خود دفاع کند وبار دیگر قهرمان شود.

## تغییر روش رقابت
فصل ۱۲–۲۰۱۱ یک فصل انتقالی است، زیرا به جای ۱۲ ماه معمولی، ۱۸ ماه طول کشید. طول غیرمعمول فصل نتیجه تصمیم برای انطباق با ریتم پاییز و بهار مشابه بیشتر لیگ‌های یوفا بود.
این فصل شامل دو مرحله بود. مرحله اول شامل یک برنامه منظم بازی‌های خانگی و خارج از خانه، به این معنی که هر تیم دو بار با تیم‌های دیگر در مجموع ۳۰ بازی برای هر تیم بازی کرد. سپس لیگ برای مرحله دوم به دو گروه تقسیم شد، جایی که هر تیم یک برنامه بازی خانگی و خارج از خانه دیگر را در برابر هر تیم دیگری از گروه مربوطه انجام داد.
هشت تیم برتر مرحله اول برای قهرمانی و کسب مقام برای هر دو لیگ قهرمانان ۲۰۱۲–۱۳ و لیگ اروپا رقابت کردند. بر این اساس هشت تیم انتهای جدولی برای بقا می‌جنگیدند.. دو تیم انتهایی این گروه مستقیماً سقوط کردند، در حالی که تیم‌های سیزدهم و چهاردهم در پلی آف سقوط / صعود با تیم‌های سوم و چهارم مسابقات قهرمانی لیگ ملی ۱۲–۲۰۱۱ به رقابت کردند.

## تیم‌ها
آلانیا ولادیکاوکاز و سیبیر نووسیبیرسک در پایان فصل ۲۰۱۰ پس از پایان فصل در دو مکان انتهایی سقوط کردند. هر دو تیم به دسته اول بازگشتند و پس از تنها یک سال، عنوان قهرمانی لیگ ملی را از فصل ۱۲–۲۰۱۱ شروع کردند.
تیم‌های سقوط کرده با قهرمان دسته اول ۲۰۱۰ کوبان کراسنودار و نایب قهرمان ولگا نیژنی نووگورود جایگزین شدند. کوبان در حالی که ولگا اولین فصل خود را در بالاترین سطح فوتبال روسیه بازی می‌کند، بلافاصله به لیگ برتر بازگشت.
در تغییرات بعدی تیم، استان زحل مسکو به دلایل مالی مجبور به کناره‌گیری از لیگ شد. این باشگاه در نهایت پس از بدهی منحل شد
در جلسه ای در ۲۵ ژانویه ۲۰۱۱، مجمع عمومی فوق‌العاده باشگاه‌های لیگ برتر تصمیم گرفت که اف سی کراسنودار، تیم پنجم لیگ دسته اول ۲۰۱۰، جایگزین زحل شود. کراسنودار همانند ولگا نیژنی نووگورود اولین بازی خود را در لیگ برتر انجام داد.

## رویدادهای فصل

### ماجرای گریگوریف
در اوایل سال ۲۰۱۱، قرارداد سه بازیکن جوان اف سی اسپارتاک مسکو (ماکسیم گریگوریف، دیمیتری مالیکا و یوگنی فیلیپوف) به پایان رسید و آنها تصمیم گرفتند به باشگاه روستوف بروند. طبق قوانین فوتبال روسیه، زمانی که بازیکن زیر ۲۳ سال که در سیستم باشگاهی بزرگ شده‌است، پس از پایان قراردادش به باشگاه دیگری منتقل می‌شود، باشگاه قدیمی او از باشگاه جدیدش غرامت دریافت می‌کند. اگر باشگاه جدید در سطح سوم (دسته دوم روسیه) بازی کند، غرامت، دستمزد ۵ سال قبل بازیکن ضربدر ۱ است، اگر باشگاه جدید او در مسابقات قهرمانی لیگ ملی باشد، در ۲ و اگر بازیکن برتر روسیه باشد ضرب می‌شود. باشگاه لیگ، در ۳ ضرب می‌شود. این سه بازیکن با یک تیم دسته دوم روسیه FC MITOS Novocherkassk قرارداد امضا کردند که بلافاصله آنها را به تیم لیگ برتر روسیه FC Rostov قرض داد. اسپارتاک به اتحادیه فوتبال روسیه شکایت کرد و مدعی شد که این انتقال منصفانه نبود زیرا تنها دلیل آن کاهش غرامتی بود که باشگاه روستوف باید به اسپارتاک پرداخت کند. پس از اینکه اعتراض در ۲۹ مارس ۲۰۱۱ رد شد، گریگوریف برای اف سی روستوف ثبت نام کرد و در اولین بازی خود مقابل اف سی لوکوموتیو مسکو در ۲ آوریل ۲۰۱۱ یک گل به ثمر رساند، بازی با نتیجه ۱–۱ به پایان رسید. رئیس باشگاه لوکوموتیو، اولگا اسمورودسکایا، شکایتی را به اتحادیه فوتبال روسیه و لیگ برتر روسیه ارائه کرد و مدعی شد که گریگوریف واجد شرایط ثبت نام و بازی برای اف سی روستوف نیست. قبل از شنیده شدن اعتراض، گریگوریف در پیروزی ۲–۱ روستوف مقابل اف سی دینامو مسکو در مرحله یک چهارم نهایی جام حذفی روسیه ۲۰۱۰–۲۰۱۱ یک گل به ثمر رساند. این اعتراض در ۲۱ آوریل ۲۰۱۱ توسط اتاق حل اختلاف RFU شنیده شد. Smorodskaya اصرار داشت که FC MITOS گواهی انتقال از اسپارتاک را قبل از مهلت نقل و انتقالات در اختیار ندارد و بنابراین نمی‌تواند به‌طور قانونی گریگوریف را ثبت کند. اعتراض رد شد زیرا، طبق گفته لیگ، گریگوریف و همکاران. قبل از پایان مهلت نقل و انتقالات در RFPL ثبت نام کردند، حتی اگر در لیست رسمی سایت لیگ یا هیچ منبع دیگری قرار نگرفتند. وب سایت رسمی لیگ در واقع هنوز تاریخ ثبت نام آنها را ۱ آوریل ذکر کرده‌است. در چرخشی دیگر، در ژانویه ۲۰۱۲، لوکوموتیو با گریگوریف از اف سی میتوس به خدمت گرفت. در مارس ۲۰۱۲، دادگاه داوری ورزش رسیدگی به پرونده گریگوریف را آغاز کرد. CAS تصمیم خود را در می ۲۰۱۲ گرفت و درخواست تجدید نظر لوکوموتیو را رد کرد.

### زنیت سن پترزبورگ - زسکا
طبق مقررات لیگ، هر تیمی باید در هر بازی حداقل یک بازیکن با تابعیت روسیه متولد ۱۹۹۰ به بعد را در فهرست بازی خود قرار دهد (حتی اگر بازیکن مورد نظر روی نیمکت بماند). اگر چنین بازیکن یا بازیکنانی وجود نداشته باشد، تیم مقصر با پیروزی به حریف و جریمه نقدی محکوم می‌شود. در بازی مقابل پی اف سی زسکا مسکو در ۱۰ آوریل ۲۰۱۱، زنیت سن پترزبورگ چنین بازیکنی را در ترکیب خود نداشت (بازی با تساوی ۱–۱ به پایان رسید). جوان‌ترین بازیکن در سال ۱۹۸۹ متولد شد. پس از بازی، سرگئی فورسنکو، رئیس اتحادیه فوتبال روسیه گفت که زنیت احتمالاً به دلیل نقض مقررات شکست خواهد خورد. لوچیانو اسپالتی، مدیر زنیت پس از بازی گفت که آنها عمدا این کار را انجام داده‌اند، زیرا به آنها گفته شده‌است که فقط جریمه نقدی دارد و تیم آماده پرداخت جریمه است. آنها در فصل ۲۰۱۰ هم همین کار را کردند و جریمه تنها مجازات بود. با این حال، مقررات در دسامبر ۲۰۱۰ به روز شد، و زبان دقیق فعلی ماده ۱۰۹ مقررات انضباطی RFU بیان می‌کند که مجازات آن با «شکست و جریمه نقدی» است، نه «شکست اعطا شده یا جریمه». زنیت در ۱۳ آوریل از RFU شکست خورد. زنیت ولادیسلاو رادیموف را که به‌عنوان مدیر تیم مسئول ثبت فهرست بازی‌ها در لیگ بود، با کاهش حقوق از سمت خود به سمت کمک مربی تیم ذخیره حذف کرد. وکیل زنیت توسط باشگاه با لغو پاداش خود مجازات شد.
پس از تصمیم فدراسیون فوتبال، لیگ برتر تصمیم گرفت که گل‌های مارک گونزالس و کنستانتین زیریانوف در مجموع گل‌های آنها به حساب نمی‌آید، اما کارت‌های زرد دریافتی در این بازی برای اهداف انضباطی محسوب می‌شوند.

### مصدومیت دژان رادیچ و سرگئی ناروبین
در ۲۳ آوریل ۲۰۱۱ در جریان بازی FC Rostov - FC Terek Grozny، دژان رادیچ دروازه‌بان روستوف با زائور سادایف در حال مبارزه برای یک توپ بلند برخورد کرد. او باید سریعاً به بیمارستان منتقل می‌شد و پس از اینکه مشخص شد کلیه وی به شدت آسیب دیده، مجبور به نفرکتومی (برداشتن کلیه با جراحی) شد. باشگاه او، اف سی روستوف، اعلام کرد که اگر می‌توانست در دوران نقاهت خود به عنوان استارتر بازی کند، به دریافت تمام پاداش‌هایی که دریافت می‌کرد، ادامه خواهد داد. والری مینکو، ملی پوش سابق روسیه، که پس از انجام نفرکتومی پس از یک برخورد درون بازی، بیش از ۲۰۰ بازی انجام داد، گفت که انتظار دارد رادیچ به‌طور کامل بهبود یابد و دوباره بازی کند. علیرغم وعده‌های اولیه روستوف، رادیچ در ژوئن ۲۰۱۱ از دریافت حقوق روستوف منصرف شد و از آن زمان تا مارس ۲۰۱۲ هیچ مبلغی را که در قراردادش قید شده بود دریافت نکرد. ترک و رمضان قدیروف، رئیس‌جمهور چچن، ۵۰۰۰۰ دلار به عنوان حسن نیت به وی پرداخت کرد.
در ۲۱ مه ۲۰۱۱ FC آمکار پرم دروازه‌بان سرگئی Narubin به‌طور جدی در یک برخورد با کورنل زالاتا بازیکن باشگاه فوتبال روستوف مصدوم شد. او مجبور به انجام اسپلنکتومی (عمل جراحی برای برداشتن طحال) شد.

### رکورد منفی تام تومسک
اف سی تام تومسک از بازی هفته ۱۸ (۳۰ جولای) تا بازی هفته ۲۹ (۳۰ اکتبر) در ۱۲ بازی متوالی نتوانست گل به ثمر برساند، آنها ۱۱۶۶ دقیقه را بدون گلزنی سپری کردند. آنها سرانجام در آخرین روز بازی مرحله اول در ۵ نوامبر به گل رسیدند. آنها در این ۱۲ بازی فقط ۱ امتیاز کسب کردند.. رکورد قبلی توسط اف سی لوکوموتیو مسکو ثبت شد که نتوانست برای ۱۰ بازی متوالی و ۹۴۳ دقیقه در لیگ برتر شوروی ۱۹۵۴ گلزنی کند.

### برترین گلزنان مرحله اول
| رتبه | گلزن                    | اهداف (قلم) | تیم    |
| ---- | ----------------------- | ----------- | ------ |
| ۱    | </img> سیدو دومبیا      | 23          | زسکا   |
| ۲    | </img> الکساندر کرژاکوف | 16 (1)      | زنیت   |
| ۳    | </img> لاکینا ترائوره   | 14 (4)      | کوبان  |
| ۴    | </img> آندری ورونین     | 11          | دینامو |
| ۴    | </img> دانکو لازوویچ    | 11 (3)      | زنیت   |
| ۶    | </img> کوین کورانی      | 10          | دینامو |
| ۶    | </img> ایگور سمشوف      | 10          | دینامو |
| ۸    | </img>سرگئی داویدوف     | 9 (1)       | کوبان  |
| ۹    | </img>دنی               | 8           | زنیت   |
| ۹    | </img> واگنر لاو        | 8           | زسکا   |
| ۹    | </img> پاول گولیشف      | 8 (2)       | تام    |

آخرین به روز رسانی: ۶ نوامبر ۲۰۱۱

{{سخ}} منبع: لیگ برتر روسیه 

## مرحله دوم
پس از ۳۰ بازی اول، تیم‌ها به دو گروه ۸ تیمی تقسیم شدند که به صورت خونه به خونه با یکدیگر بازی می‌کنند. برنامه‌های ۳۱ و ۳۲ به ترتیب در آخر هفته‌های ۳ و ۴ نوامبر ۲۰۱۱ برگزار می‌شد. بازی ۳۳ در ۳ تا ۴ مارس ۲۰۱۲ برگزار خواهد شد. مسابقات مرحله ۴۴ (آخرین) به‌طور همزمان از ساعت ۱۱ صبح آغاز می‌شود. GMT در ۱۳ مه ۲۰۱۲. اتحادیه فوتبال روسیه تصمیم گرفت به جای قرعه کشی رایانه ای، تقویم گروه قهرمانی را به صورت دستی تنظیم کند. قرعه کشی کامپیوتری فقط برای گروه سقوط انجام می‌شود. نسخه نهایی تقویم مرحله دوم در ۷ نوامبر ۲۰۱۱ در دسترس قرار گرفت.

### گروه قهرمانی
هشت تیم برتر مرحله اول در این گروه حضور دارند که تصمیم می‌گیرند کدام تیم قهرمان شود. علاوه بر این، تیم‌های این گروه برای دو قهرمانی لیگ قهرمانان اروپا در فصل ۲۰۱۲–۲۰۱۳ و سه مقام در لیگ اروپا رقابت می‌کنند.
برندگان جواز حضور در مرحله گروهی لیگ قهرمانان اروپا را کسب خواهند کرد و نایب قهرمانان در مرحله سوم مقدماتی حضور خواهند داشت. علاوه بر این، تیم سوم به مرحله پلی آف لیگ اروپا راه پیدا می‌کند و تیم‌های چهارم و پنجم به ترتیب در مرحله مقدماتی سوم و مرحله دوم مقدماتی قرار می‌گیرند.
یک مکان اضافی در مرحله پلی آف لیگ اروپا به برندگان جام روسیه ۲۰۱۱–۱۲ تعلق می‌گیرد. با این حال، بسته به جایگاه نهایی لیگ هر دو فینالیست، تخصیص هر چهار امتیاز لیگ اروپا ممکن است مطابق جدول زیر متفاوت باشد.
| موقعیت‌های فینالیست‌های جام حذفی | موقعیت‌های فینالیست‌های جام حذفی | تخصیص امتیازات لیگ اروپا | تخصیص امتیازات لیگ اروپا | تخصیص امتیازات لیگ اروپا | تخصیص امتیازات لیگ اروپا |
| برندگان جام                    | نایب قهرمان جام                | جی اس                    | PO                       | QR3                      | QR2                      |
| ------------------------------ | ------------------------------ | ------------------------ | ------------------------ | ------------------------ | ------------------------ |
| ۱                              | ۲                              | ۳                        | ۴                        | ۵                        | ۶                        |
| ۱ یا ۲                         | ۳، ۴ یا ۵                      | ۳                        | ۴                        | ۵                        | ۶                        |
| ۱ یا ۲                         | ۶ یا پایین‌تر                   | ۳                        | ۴                        | ۵                        | نایب قهرمان جام          |
| ۳                              | هر مکان دیگری                  | برندگان جام              | ۴                        | ۵                        | ۶                        |
| ۴                              | هر مکان دیگری                  | برندگان جام              | ۳                        | ۵                        | ۶                        |
| ۵                              | هر مکان دیگری                  | برندگان جام              | ۳                        | ۴                        | ۶                        |
| ۶ یا پایین‌تر                   | هر مکان دیگری                  | برندگان جام              | ۳                        | ۴                        | ۵                        |

#### جدول گروه قهرمانی
| پوز | تیم                                | Pld | دبلیو | دی | L  | GF | GA | جی دی | امتیاز | صلاحیت                                 |
| --- | ---------------------------------- | --- | ----- | -- | -- | -- | -- | ----- | ------ | -------------------------------------- |
| ۱   | باشگاه فوتبال زنیت سن پترزبورگ (C) | ۴۴  | ۲۴    | ۱۶ | ۴  | ۸۵ | ۴۰ | +۴۵   | ۸۸     | صعود به لیگ قهرمانان اروپا ۱۳–۲۰۱۲     |
| ۲   | باشگاه فوتبال اسپارتاک مسکو        | ۴۴  | ۲۱    | ۱۲ | ۱۱ | ۶۹ | ۴۷ | +۲۲   | ۷۵     | راهیابی به لیگ قهرمانان اروپا ۱۳–۲۰۱۲  |
| ۳   | باشگاه فوتبال زسکا مسکو            | ۴۴  | ۱۹    | ۱۶ | ۹  | ۷۲ | ۴۷ | +۲۵   | ۷۳     | راهیابی به مرحله پلی آف لیگ اروپا      |
| ۴   | باشگاه فوتبال دینامو مسکو          | ۴۴  | ۲۰    | ۱۲ | ۱۲ | ۶۶ | ۵۰ | +۱۶   | ۷۲     | صعود به مرحله سوم مقدماتی لیگ اروپا    |
| ۵   | باشگاه فوتبال آنژی مخاچ‌قلعه        | ۴۴  | ۱۹    | ۱۳ | ۱۲ | ۵۴ | ۴۲ | +۱۲   | ۷۰     | راهیابی به مرحله دوم مقدماتی لیگ اروپا |
| ۶   | باشگاه فوتبال روبین کازان          | ۴۴  | ۱۷    | ۱۷ | ۱۰ | ۵۵ | ۴۱ | +۱۴   | ۶۸     | صعود به مرحله گروهی لیگ اروپا          |
| ۷   | باشگاه فوتبال لوکوموتیو مسکو       | ۴۴  | ۱۸    | ۱۲ | ۱۴ | ۵۹ | ۴۸ | +۱۱   | ۶۶     |                                        |
| ۸   | باشگاه فوتبال کوبان کراسنودار      | ۴۴  | ۱۵    | ۱۶ | ۱۳ | ۵۰ | ۴۵ | +۵    | ۶۱     |                                        |

صفحه الگو:Reflist/styles.css محتوایی ندارد.

#### برترین گلزنان گروه قهرمانی
| # | گلزن                    | اهداف (قلم) | تیم           |
| - | ----------------------- | ----------- | ------------- |
| ۱ | </img> سیدو دومبیا      | 28 (2)      | زسکا          |
| ۲ | </img> الکساندر کرژاکوف | 23 (3)      | زنیت          |
| ۳ | </img> لاکینا ترائوره   | 18 (4)      | کوبان         |
| ۴ | </img> امانوئل امنیکه   | 13          | اسپارتاک مسکو |
| ۴ | </img> کوین کورانی      | 13          | دینامو        |
| ۴ | </img> ساموئل اتوئو     | 13 (2)      | آنژی          |
| ۷ | </img> ایگور سمشوف      | 12          | دینامو        |
| ۷ | </img> دانکو لازوویچ    | 12 (3)      | زنیت          |
| ۹ | </img>آرتیوم ژیوبا      | 11          | اسپارتاک مسکو |
| ۹ | </img> آندری ورونین     | 11          | دینامو        |
| ۹ | </img> دنیس گلوشاکوف    | 11 (2)      | لوکوموتیو     |

آخرین به روز رسانی: ۱۳ مه ۲۰۱۲

{{سخ}} منبع: لیگ برتر روسیه 

### گروه سقوط
هشت تیم انتهایی مرحله اول، تیم‌هایی را که به مسابقات قهرمانی لیگ ملی ۲۰۱۲–۲۰۱۳ سقوط خواهند کرد، مشخص خواهند کرد. دو تیم انتهایی این گروه مستقیماً سقوط خواهند کرد، در حالی که تیم‌های پنجم و ششم باید در پلی آف سقوط/ صعود با تیم‌های سوم و چهارم مسابقات قهرمانی لیگ ملی ۱۲–۲۰۱۱ به رقابت بپردازند.

#### جدول گروه سقوط
| پوز | تیم                                   | Pld | دبلیو | دی | L  | GF | GA | جی دی | امتیاز | صلاحیت یا سقوط                      |
| --- | ------------------------------------- | --- | ----- | -- | -- | -- | -- | ----- | ------ | ----------------------------------- |
| ۹   | باشگاه فوتبال کراسنودار               | ۴۴  | ۱۶    | ۱۳ | ۱۵ | ۵۸ | ۶۱ | − 3   | ۶۱     |                                     |
| ۱۰  | باشگاه فوتبال آمکار پرم               | ۴۴  | ۱۴    | ۱۳ | ۱۷ | ۴۰ | ۵۱ | − 11  | ۵۵     |                                     |
| ۱۱  | باشگاه فوتبال احمد گروزنی             | ۴۴  | ۱۴    | ۱۰ | ۲۰ | ۴۵ | ۶۲ | − 17  | ۵۲     |                                     |
| ۱۲  | باشگاه فوتبال کریلیا سووتوف سامارا    | ۴۴  | ۱۲    | ۱۵ | ۱۷ | ۳۳ | ۵۰ | − 17  | ۵۱     |                                     |
| ۱۳  | باشگاه فوتبال روستوف (O)              | ۴۴  | ۱۲    | ۱۲ | ۲۰ | ۴۵ | ۶۱ | − 16  | ۴۸     | راهیابی به لیگ برتر روسیه ۲۰۱۱-۲۰۱۲ |
| ۱۴  | باشگاه فوتبال ولگا نیژنی نووگورود (O) | ۴۴  | ۱۲    | ۵  | ۲۷ | ۳۷ | ۶۰ | − 23  | ۴۱     | راهیابی به لیگ برتر روسیه ۲۰۱۱-۲۰۱۲ |
| ۱۵  | تام تومسک (R)                         | ۴۴  | ۸     | ۱۳ | ۲۳ | ۳۰ | ۷۰ | − 40  | ۳۷     | سقوط به لیگ ملی فوتبال              |
| ۱۶  | باشگاه فوتبال اسپارتاک نعلچیک (R)     | ۴۴  | ۷     | ۱۳ | ۲۴ | ۳۹ | ۶۰ | − 21  | ۳۴     | سقوط به لیگ ملی فوتبال              |

#### برترین گلزنان گروه سقوط
| # | گلزن                      | اهداف (قلم) | تیم              |
| - | ------------------------- | ----------- | ---------------- |
| ۱ | </img> یورا موسیسیان      | 14 (5)      | کراسنودار        |
| ۲ | </img> رومن آداموف        | 11 (2)      | روستوف           |
| ۳ | </img> پاول گولیشف        | 10 (2)      | تام / کراسنودار  |
| ۳ | </img> سرگئی کورنیلنکو    | 10 (2)      | کریلیا سووتوف    |
| ۵ | </img> مائوریسیو          | 9 (2)       | ترک              |
| ۶ | </img> یوگنی شیپیتسین     | 8           | کراسنودار        |
| ۶ | </img> شمیل اسیلداروف     | 8 (1)       | ترک              |
| ۶ | </img> اوتار مارتسوالادزه | 8 (1)       | ولگا / کراسنودار |

آخرین به روز رسانی: ۱۳ مه ۲۰۱۲

{{سخ}} منبع: لیگ برتر روسیه 

### اولین دور
| باشگاه فوتبال روستوف                               | ۳ – ۰   | باشگاه فوتبال شینیک یاروسلاول |
| -------------------------------------------------- | ------- | ----------------------------- |
| رضوان کوتشیش ۸' · دمیتری کیریچنکو ۴۵' · Adamov ۷۰' | Summary |                               |

| باشگاه فوتبال ولگا نیژنی نووگورود | ۲ – ۱   | FC Nizhny Novgorod |
| --------------------------------- | ------- | ------------------ |
| Maksimov ۶۱'، ۶۵'                 | Summary | Salugin ۳۲'        |

### دور دوم
| FC Nizhny Novgorod | ۰ – ۰ | باشگاه فوتبال ولگا نیژنی نووگورود |
| ------------------ | ----- | --------------------------------- |
|                    |       |                                   |

اف سی ولگا نیژنی نووگورود در مجموع ۲–۱ پیروز شد.
| باشگاه فوتبال شینیک یاروسلاول | ۰ – ۱ | باشگاه فوتبال روستوف |
| ----------------------------- | ----- | -------------------- |
|                               |       | Adamov ۹۰'           |

اف سی روستوف در مجموع ۴–۰ پیروز شد.

## جوایز
در ۱۵ می ۲۰۱۲ اتحادیه فوتبال روسیه لیست ۳۳ بازیکن برتر خود را معرفی کرد:
|  | Goalkeepers 1. ویاچسلاو مالافیف (Zenit) 2. ایگور آکینفیف (CSKA) 3. آنتون شونین (Dynamo) |

| Right backs 1. آلکساندر آنیوکوف (Zenit) 2. الکسی برزوتسکی (CSKA) 3. رومن شیشکین (Lokomotiv) | Right-centre backs 1. سرگئی ایگناشویچ (CSKA) 2. توماس هوبوشان (Zenit) 3. Taras Burlak (Lokomotiv) | Left-centre backs 1. نیکولاس لومبارتس (Zenit) 2. واسیلی برزوتسکی (CSKA) 3. سالواتوره بوکتی (Rubin) | Left backs 1. دومنیکو کریشیتو (Zenit) 2. کریستین انسالدی (Rubin) 3. ولادیمیر گرانات (Dynamo) |

|  | Defensive midfielders 1. ایگور دنیسوف (Zenit) 2. دنیس گلوشاکوف (Lokomotiv) 3. بیبراس ناتخو (Rubin) |

| Right wingers 1. الکساندر صمدوف (Dynamo) 2. آیدن مک‌گیدی (Spartak M.) 3. Gökdeniz Karadeniz (Rubin) | Central midfielders 1. رومن شیروکوف (Zenit) 2. آلان دزاگوئف (CSKA) 3. مبارک بوصوفه (Anzhi) | Left wingers 1. یوری ژیرکوف (Anzhi) 2. دنی (بازیکن فوتبال) (Zenit) 3. دیمیتری کومباروف (Spartak M.) |

|  | Right forwards 1. الکساندر کرژاکوف (Zenit) 2. ساموئل اتوئو (Anzhi) 3. امانوئل امنیکه (Spartak M.) | Left forwards 1. سیدو دومبیا (CSKA) 2. لاسینا ترائوره (Kuban) 3. آندری وورونین (Dynamo) |  |